# Приватизация British Rail
Приватизация British Rail была начата в 1993 году консервативным правительством Великобритании во главе с Джоном Мейджором.

## Основные сведения
Закон о железнодорожном транспорте, опубликованный в 1993 году, предусматривал создание на базе British Rail более ста отдельных независимых железнодорожных компаний, порядок взаимоотношений между которыми должен был регулироваться договорами и контролироваться железнодорожным регулятором (англ. Office of Rail Regulation), а в части пассажирских перевозок - дирекцией пассажирского франчайзинга (англ. Director of Passenger Rail Franchising).